# شون راسيل
شون راسيل (بالإنجليزية: Sean Russell)‏ (و. 1952  م) هو كاتب كندي، ولد في تورونتو.
.